# بيير جونسون (كاتب)
بيير جونسون (بالإنجليزية: Pierre-Marc Johnson) (و. 1946  م) هو سياسي، ومحامي، وكاتب غير روائي، وأستاذ جامعي كندي، ولد في مونتريال، هو عضوٌ في الحزب الكيبيكي.

## مناصب
تولى منصب List of leaders of the opposition of Quebec ‏ (12 ديسمبر 1985–10 نوفمبر 1987)
- Premier of Quebec [الإنجليزية]‏ (3 أكتوبر 1985–12 ديسمبر 1985)
- عضو الجمعية الوطنية في كيبك  [لغات أخرى]‏ (15 نوفمبر 1976–10 نوفمبر 1987)..

## التعليم
تعلم في Université de Montréal Faculty of Law ‏.

## جوائز
حصل على جوائز منها:
- نيشان الرتبة الوطنية لكيبيك من رتبة ضابط أكبر (2008)[3]
- زمالة الجمعية الملكية الكندية.

## روابط خارجية
- بيير جونسون على موقع IMDb (الإنجليزية)